# 張璠 (正德進士)
張璠（1486年—？），字廷珍，直隸河間府滄州人，軍竈籍，明朝政治人物。

## 生平
正德八年（1513年）癸酉科順天府鄉試第十七名舉人。正德十六年（1521年）中式辛巳科會試第三百二十三名，登第三甲第一百六十九名進士。授山东掖县知縣。嘉靖五年（1526年），試山東道監察御史。

## 家族
曾祖張景智；祖父張鐸；父張純。前母馮氏；母趙氏。具庆下。兄瑭、璽。